# 속초우체국
속초우체국(束草郵遞局)은 속초·고성 지역의 우편업무와 우체국예금보험 서비스 관련 업무를 수행하는 강원지방우정청 소속 우체국이다. 강원특별자치도 속초시 중앙로175(중앙동)에 있다.

## 기본 정보
- 주소: 강원특별자치도 속초시 중앙로175(중앙동)
- 우편번호: 217-030

## 연혁
- 1954년 12월 1일: 주사국으로 개국
- 1956년 7월 9일: 사무관국으로 승격
- 1971년 12월 5일: 서기관국으로 승격
- 1983년 12월 30일: 사무관국으로 조정
- 1989년 12월 14일: 현 청사로 개축 이전
- 2014년 2월 28일: 동우대우편취급국 위탁계약 해지[1]
- 2014년 7월 1일: 서기관국 승격
- 2016년 10월 4일: 설악산우체국 폐국[2]

## 관할 우체국
| 우체국명               | 사진 | 주소                                       | 비고                 |
| ---------------------- | ---- | ------------------------------------------ | -------------------- |
| 간성우체국             |      | 강원특별자치도 고성군 간성읍 간성로67번길3 |                      |
| 거진우체국             |      | 강원특별자치도 고성군 거진읍 거탄진로107   |                      |
| 대진우체국             |      | 강원특별자치도 고성군 현내면 한나루로87-1  |                      |
| 설악산우체국           |      | 강원도 속초시 청봉로5길 40(설악동)         | 2016년 10월 4일 폐국 |
| 속초교동우체국         |      | 강원특별자치도 속초시 교동로1길 7(교동)    |                      |
| 속초동우대학우편취급국 |      | 강원도 속초시 도리원길5 동우대학(노학동)   | 2014년 2월 28일 폐국 |
| 속초모래기우편취급국   |      | 강원특별자치도 속초시 중앙로405(장사동)    |                      |
| 속초조양동우체국       |      | 강원특별자치도 속초시 동해대로4107(조양동) |                      |
| 속초현대우편취급국     |      | 강원특별자치도 속초시 미시령로3395 (교동)  |                      |
| 죽왕우체국             |      | 강원특별자치도 고성군 죽왕면 동해대로 5901 |                      |
| 천진우체국             |      | 강원특별자치도 고성군 토성면 토성로170     |                      |

## 조직
- 우편물류과
- 영업과
- 경영지도실